# Hashem Safieddine
Hāshem Ṣafi al-Dīn (in arabo هاشم صفي الدين‎?, traslitterato Hashem Safieddin, o Hachem Safieddine; Deir Kanoun Naher, 3 maggio 1964 – Beirut, 3 ottobre 2024) è stato un religioso e politico libanese, alto funzionario del partito sciita Hezbollah, di cui era considerato la seconda figura per importanza dopo il segretario Hassan Nasrallah, del quale era peraltro cugino da parte di madre.

## Biografia
Nato in un villaggio del Libano meridionale da una rispettata famiglia sciita - il fratello ʿAbd Allāh Ṣafi al-Dīn è il rappresentante di Hezbollah in Iran - già in giovane età Ṣafi al-Dīn si recò in Iraq, dove trascorse diversi anni studiando teologia in una ḥawza di Najaf, per poi spostarsi, sempre sotto l'ala del comandante libanese ʿImād Fāyż Mughniyya, nella città iraniana di Qum assieme al cugino Naṣrallāh, e quindi ritornare in Libano richiamato proprio dallo stesso Naṣrallāh, divenuto nel frattempo segretario del movimento.

### Attivismo
Nominato membro dell'Assemblea consultiva del movimento, ossia il Majlis al-Shura, che supervisiona le attività politiche, sociali ed educative di Hezbollah, arrivando ai massimi vertici dell'organizzazione nel 1995, Ṣafi al-Dīn è stato in seguito posto al comando del Consiglio della Jihad, l'organismo dirigente delle attività militari e di sicurezza dei vari gruppi militanti.
Divenuto nel frattempo uno dei tre principali leader di Hezbollah assieme al già menzionato Naṣrallāh e a Naʿīm Qāssem, nel 2006 l'uomo è stato indicato dall'Iran come possibile futuro segretario del movimento, venendo infine ufficialmente eletto a tale titolo dall'assemblea generale svoltasi nell'ottobre del 2008.
Nel 2017, Ṣafi al-Dīn, che nel frattempo era stato messo alla guida del comando militare di Hezbollah nel Libano meridionale, è stato designato come terrorista dal Dipartimento di Stato statunitense e l'anno successivo è stato soggetto, assieme ad altre figure di spicco del partito sciita, alle sanzioni imposte dagli Stati Uniti d'America e da alcuni paesi arabi, tra cui l'Arabia Saudita, gli Emirati Arabi Uniti e il Bahrein.
Il 29 settembre 2024, alcuni media mediorientali danno notizia che il Consiglio della Shura di Hezbollah, ossia l'autorità decisionale suprema e centrale dell'organizzazione a livello nazionale, ha comunicato l'elezione di Hāshim Ṣafi al-Dīn a Segretario generale in seguito alla morte per mano israeliana di Ḥassan Naṣrallāh, della cui personalità Ṣafi al-Dīn era stato in passato descritto dallo stesso Consiglio come "un'estensione" e che deteneva la carica dal 1992. Tuttavia, già il giorno successivo Hezbollah smentisce tali notizie senza tuttavia dichiarare chi sia effettivamente succeduto a Naṣrallāh al vertice dell'organizzazione.
Il 3 ottobre 2024, Ṣafi al-Dīn è stato preso di mira da un attacco aereo israeliano a Beirut e, quattro giorni dopo, il Primo ministro israeliano Benjamin Netanyahu ne annuncia il decesso, salvo essere smentito lo stesso giorno dalle Forze di difesa israeliane stesse. Tuttavia, il 22 ottobre, dopo alcuni rilievi effettuati sui resti umani ritrovati nel sito del bombardamento, proprio queste ultime hanno definitivamente confermato l'uccisione di Ṣafi al-Dīn,, che è stata poi corroborata da un comunicato di Hezbollah del giorno successivo. Il funerale ha però avuto luogo solo il 23 febbraio 2025.

## Vita privata
Suo figlio Reża è sposato con Zayneb Soleymānī, figlia del generale Qāssem Soleymānī, comandante delle Forza Quds ucciso nel 2020.